# Oklahoma City
Oklahoma City é a capital e cidade mais populosa do estado norte-americano de Oklahoma, e também sede do condado de Oklahoma. Possui área em outros condados: Canadian, Cleveland e Pottawatomie. Foi fundada em 1889 e incorporada em 1890.
Localiza-se no centro do estado, no centro-oeste americano. A cidade propriamente dita possui mais de 680 mil habitantes, com 1,4 milhão de habitantes em sua região metropolitana. Com uma área de 1 607 km², Oklahoma City é a terceira maior cidade dos Estados Unidos em extensão territorial, atrás apenas de Juneau e Jacksonville. É a 22.ª cidade mais populosa do país. Pouco mais de 17% da população total de Oklahoma vive em Oklahoma City.
A cidade e o estado apresentam alto índice de formação de tornados.

## Geografia
De acordo com o Departamento do Censo dos Estados Unidos, a cidade tem uma área de 1 607 km², dos quais 1 570 km² são cobertos por terra e 37 km² por água.

### Localidades na vizinhança
O diagrama seguinte representa as localidades num raio de 12 km ao redor de Oklahoma City.

## Demografia
Desde 1900, o crescimento populacional médio, a cada dez anos, é de 68,9%.

### Censo 2020
Segundo o censo nacional de 2020, a sua população é de 681 054 habitantes e sua densidade populacional é de 433,8 hab/km². Seu crescimento populacional na última década foi de 17,4%, bem acima do crescimento estadual de 5,5%. É a cidade mais populosa do estado e a 22.ª mais populosa do país, ganhando nove posições em relação ao censo anterior.
Possui 297 627 residências que resulta em uma densidade de 189,6 residências/km² e um aumento de 15,8% em relação ao censo anterior. Deste total, 9,9% das unidades habitacionais estão desocupadas. A média de ocupação é de 2,5 pessoas por residência.

### Censo 2010
Segundo o censo nacional de 2010, a sua população era de 579 999 habitantes e sua densidade populacional de 369,4 hab/km². Possuía 256 930 residências que resultava em uma densidade de 163,6 residências/km². Era a 31.ª cidade mais populosa dos Estados Unidos.

## Esportes

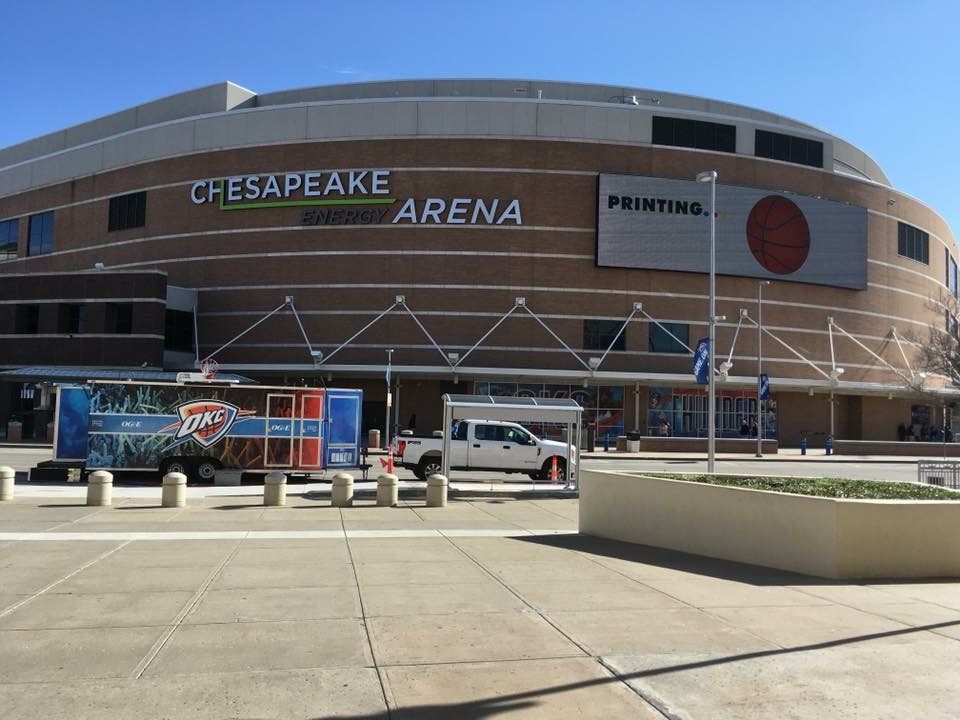
Chesapeake Energy Arena, casa do Oklahoma City Thunder.

A cidade é sede do time de basquetebol da NBA Oklahoma City Thunder que manda seus jogos na Chesapeake Energy Arena. Outros times incluem o time de beisebol Oklahoma City Dodgers da Pacific Coast League que manda seus jogos no Chickasaw Bricktown Ballpark e o time de futebol OKC Energy FC da United Soccer League que manda seus jogos no Taft Stadium.

## Marcos históricos
O Registro Nacional de Lugares Históricos lista 137 marcos históricos em Oklahoma City. O primeiro marco foi designado em 22 de junho de 1970 e o mais recente em 10 de junho de 2021, o Sidney and Mary Lyons House and Commercial Historic District. Figuram nesta lista o  Memorial Nacional de Oklahoma City, designado em 1997, e o Capitólio Estadual de Oklahoma, em 1976.

## Cidades-irmãs
Oklahoma City tem sete cidades geminadas:
- Haikou, China
- Puebla, México
- Rio de Janeiro, Brasil
- Taipei, Taiwan
- Ulianovsk, Rússia
- Yehud, Israel
- Tainan, Taiwan